# Nationaldivisioun (2019/2020)
Nationaldivisioun 2019/2020 – 106. edycja najwyższej klasy rozgrywkowej w Luksemburgu. Tytułu bronił F91 Dudelange. 
W rozgrywkach miało zostać rozegranych 26 kolejek spotkań, jednak z powodu pandemii COVID-19 ligę zawieszono. Tytuł mistrza kraju nie został przyznany, żadna z drużyn nie spadła do niższej klasy rozgrywkowej, a w następnym sezonie liga zostanie wyjątkowo rozszerzona do 16 drużyn.

## Drużyny
| Uczestnicy poprzedniej edycji                                                                                 | Uczestnicy poprzedniej edycji | Uczestnicy poprzedniej edycji | Uczestnicy poprzedniej edycji |
| --- | ----------------------------- | ----------------------------- | ----------------------------- |
| DUD | F91 Dudelange                 | 1                             |                               |
| FOL | Fola Esch                     | 2                             |                               |
| JES | Jeunesse Esch                 | 3                             |                               |
| PRO | Progrès Niedercorn            | 4                             |                               |
| DIF | FC Differdange 03             | 5                             |                               |
| RAC | Racing FC                     | 6                             |                               |
| UNA | UNA Strassen                  | 7                             |                               |
| UTP | Union Titus Pétange           | 8                             |                               |
| MON | US Mondorf-les-Bains          | 9                             |                               |
| ETZ | Etzella Ettelbruck            | 10                            |                               |
| VIC | Victoria Rosport              | 11                            |                               |
| HOS | US Hostert                    | 12                            |                               |
| Awans z Éierepromotioun 2018/2019                                                                             |                               |                               |                               |
| ROD | FC Rodange 91                 | 1                             |                               |
| MUH | Blue Boys Muhlenbach          | 2                             |                               |
| Oznaczenia: - kolumna pierwsza – skróty nazw drużyn, - kolumna trzecia – miejsce zajęte w poprzednim sezonie. |                               |                               |                               |

## Tabela
| Lp. | Drużyna              | M  | Z  | R | P  | Bramki | Bramki | Różn. | Pkt | Uwagi                                       |
| --- | -------------------- | -- | -- | - | -- | ------ | ------ | ----- | --- | ------------------------------------------- |
| 1   | Fola Esch            | 17 | 12 | 3 | 2  | 41     | 17     | +24   | 39  | Liga Mistrzów UEFA • I runda kwalifikacyjna |
| 2   | Progrès Niedercorn   | 17 | 11 | 4 | 2  | 43     | 17     | +26   | 37  | Liga Europy UEFA • I runda kwalifikacyjna   |
| 3   | FC Differdange 03    | 17 | 11 | 2 | 4  | 36     | 25     | +11   | 35  | Liga Europy UEFA • I runda kwalifikacyjna   |
| 4   | Union Titus Pétange  | 17 | 10 | 3 | 4  | 34     | 23     | +11   | 33  | Liga Europy UEFA • I runda kwalifikacyjna   |
| 5   | F91 Dudelange        | 17 | 8  | 2 | 7  | 38     | 24     | +14   | 26  |                                             |
| 6   | UNA Strassen         | 17 | 7  | 5 | 5  | 30     | 26     | +4    | 26  |                                             |
| 7   | Racing FC            | 17 | 6  | 7 | 4  | 32     | 27     | +5    | 25  |                                             |
| 8   | Jeunesse Esch        | 17 | 5  | 4 | 8  | 24     | 34     | −10   | 19  |                                             |
| 9   | Victoria Rosport     | 17 | 5  | 3 | 9  | 23     | 35     | −12   | 18  |                                             |
| 10  | Etzella Ettelbruck   | 17 | 5  | 2 | 10 | 22     | 34     | −12   | 17  |                                             |
| 11  | US Hostert           | 17 | 5  | 1 | 11 | 17     | 37     | −20   | 16  |                                             |
| 12  | US Mondorf-les-Bains | 17 | 3  | 6 | 8  | 22     | 28     | −6    | 15  |                                             |
| 13  | FC Rodange 91        | 17 | 4  | 3 | 10 | 21     | 37     | −16   | 15  |                                             |
| 14  | Blue Boys Muhlenbach | 17 | 3  | 3 | 11 | 20     | 39     | −19   | 12  |                                             |

## Wyniki
| Gospodarz \ Gość     | DIF | ETZ | DUD | FOL | HOS | JES | MON | MUH | PRO | RAC | ROD | UNA | UTP | VIC |
| FC Differdange 03    |     | 2:1 | 0:3 |     | 3:1 |     | 1:1 |     | 1:5 |     | 2:1 | 4:1 | 2:3 |     |
| Etzella Ettelbruck   | 0:3 |     | 1:4 | 0:1 | 0:1 |     | 1:3 |     | 0:4 |     | 5:2 | 3:2 | 1:2 |     |
| F91 Dudelange        |     |     |     |     |     | 1:3 | 3:1 | 3:1 | 2:3 | 3:3 | 4:0 | 2:2 | 4:2 |     |
| Fola Esch            | 1:2 | 3:1 | 2:1 |     |     |     |     | 4:2 | 2:0 |     | 5:0 | 2:1 | 2:0 |     |
| US Hostert           | 0:3 |     | 1:0 | 1:1 |     |     | 0:1 |     | 3:5 | 0:3 | 2:3 | 1:5 |     | 2:0 |
| Jeunesse Esch        | 1:1 | 1:1 | 0:1 | 0:3 | 1:2 |     |     |     |     | 3:2 | 2:1 |     | 1:4 | 2:1 |
| US Mondorf-les-Bains | 1:2 | 1:2 |     | 2:2 |     | 2:3 |     | 3:0 |     | 0:4 |     | 0:0 |     | 1:2 |
| Blue Boys Muhlenbach | 0:2 | 1:1 |     | 3:2 | 0:1 | 4:2 | 1:1 |     |     | 2:2 | 0:3 |     |     | 0:3 |
| Progrès Niedercorn   |     |     | 2:0 |     | 4:0 | 4:0 | 2:2 | 5:2 |     | 1:2 | 1:0 | 0:0 |     | 2:1 |
| Racing FC            | 3:2 | 0:3 | 1:0 | 2:2 | 2:1 | 1:1 |     |     | 1:1 |     |     |     | 2:3 | 2:2 |
| FC Rodange 91        |     | 1:2 |     |     |     | 3:3 | 1:1 | 1:3 |     | 1:1 |     | 1:2 | 1:0 | 1:0 |
| UNA Strassen         | 1:3 |     |     | 1:3 | 4:1 | 1:0 | 1:0 | 2:0 |     | 2:1 |     |     |     | 2:2 |
| Union Titus Pétange  |     |     | 2:0 | 0:1 | 2:0 |     | 3:2 | 2:0 | 1:1 |     | 4:1 | 2:2 |     | 2:2 |
| Victoria Rosport     | 2:3 | 3:0 | 0:7 | 0:4 |     | 2:1 |     | 2:1 | 0:3 |     |     |     | 1:2 |     |

Aktualne na koniec sezonu. Źródło: 
Objaśnienia:
1Drużyna gospodarzy jest wymieniona po lewej stronie tabeli.
Kolory: zielony – zwycięstwo gospodarzy, żółty – remis, różowy – zwycięstwo gości.

## Statystyki

### Najlepsi strzelcy
| Miejsce | Zawodnik              | Drużyna             | Bramki |
| ------- | --------------------- | ------------------- | ------ |
| 1.      | Danel Sinani          | F91 Dudelange       | 14     |
| 2.      | Moussa Seydi          | Fola Esch           | 13     |
| 3.      | Emmanuel Françoise    | Progrès Niedercorn  | 11     |
| 3.      | Yann Mabella          | Racing FC           | 11     |
| 5.      | Artur Abreu           | Union Titus Pétange | 10     |
| 6.      | Aleksandar Biedermann | Victoria Rosport    | 8      |
| 6.      | Martin Boakye         | Jeunesse Esch       | 8      |
| 6.      | Andreas Buch          | FC Differdange 03   | 8      |
| 6.      | Ken Corral            | Fola Esch           | 8      |
| 6.      | Eddire Mokrani        | Union Titus Pétange | 8      |
| 6.      | Benjamin Runser       | UNA Strassen        | 8      |
| 6.      | Sebastian Szimayer    | UNA Strassen        | 8      |

## Stadiony
| Klub                 | Stadion                                    | Miejscowość       | Pojemność |
| -------------------- | ------------------------------------------ | ----------------- | --------- |
| Blue Boys Muhlenbach | Stade Mathias Mamer                        | Muhlenbach        | 1100      |
| FC Differdange 03    | Stade Municipal de la Ville de Differdange | Differdange       | 3000      |
| Etzella Ettelbruck   | Stade Am Deich                             | Ettelbruck        | 2020      |
| F91 Dudelange        | Stade Jos Nosbaum                          | Dudelange         | 2558      |
| Fola Esch            | Stade Émile Mayrisch                       | Esch-sur-Alzette  | 3826      |
| US Hostert           | Stade Jos Becker                           | Hostert           | 1500      |
| Jeunesse Esch        | Stade de la Frontière                      | Esch-sur-Alzette  | 5090      |
| US Mondorf-les-Bains | Stade John Grün                            | Mondorf-les-Bains | 3600      |
| Progrès Niedercorn   | Stade Jos Haupert                          | Niederkorn        | 2800      |
| Racing FC            | Stade Achille Hammerel                     | Luksemburg        | 5814      |
| FC Rodange 91        | Stade Joseph Philippart                    | Rodange           | 3400      |
| UNA Strassen         | Complexe Sportif Jean Wirtz                | Strassen          | 2000      |
| Union Titus Pétange  | Stade Municipal de Pétange                 | Pétange           | 2400      |
| Victoria Rosport     | VictoriArena                               | Rosport           | 1000      |